# Шато
Шато (фр. Château) је насељено место у Француској у региону Бургоња, у департману Саона и Лоара.
По подацима из 2011. године у општини је живело 273 становника, а густина насељености је износила 20,03 становника/km².

## Демографија
| 1962. | 1968. | 1975. | 1982. | 1990. | 2011. |
| ----- | ----- | ----- | ----- | ----- | ----- |
| 200   | 169   | 128   | 139   | 157   | 273   |